# Rött regn
Rött regn (originaltitel Mystic River) är en thriller av Dennis Lehane, publicerad 2001 och översatt till svenska av Ulf Gyllenhak samma år. Den filmatiserades 2003 med Sean Penn i huvudrollen. Filmen Mystic River belönades med två Oscarsstatyetter.